# Panarion
Pour les articles homonymes, voir Adversus Hæreses.
Pour l'œuvre d'Irénée de Lyon, voir Contre les hérésies.
Œuvre de l’hérésiologie chrétienne primitive, le Panarion (en grec : Πανάριον, « trousse à médecine »), aussi connu sous le nom latin de Adversus Hæreses (Contre les hérésies), est le plus important ouvrage d’Épiphane de Salamine, mort en 403.
Épiphane commence à l’écrire en 374 ou 375 et l’achève trois ans plus tard. C’est un traité sur les hérésies, un ensemble de « remèdes contre le poison de l’hérésie », d’après le titre. Il traite de quatre-vingts hérésies, parfois organisées en sectes ou en groupes philosophiques, de l’époque d’Adam à la fin du IVe siècle, en détaillant leur histoire et en réfutant leurs croyances. C'est pour une large part une suite à l’Ancoratus.
Dans le Panarion, l'évêque Épiphane de Salamine décrit l'Évangile de Judas comme un écrit de la secte gnostique des caïnites. Le mot panarion signifie « panière ». Il s'agit d'un très important catalogue des hérésies recensées au IVe siècle. Épiphane a collationné tous les renseignements possibles dont il disposait pour réfuter les doctrines des courants hétérodoxes. Il n'hésite pas à recopier les textes d'autres hérésiologues. Pour fonder ses réfutations, il s'appuie la plupart du temps sur la lecture chrétienne des Écritures, de l'Ancien comme du Nouveau Testament. Il montre aussi l'importance accordée à la tradition apostolique afin d'affirmer clairement les points de la foi chrétienne mis en cause.

### Traduction
- Traduction en anglais de Frank Williams, Brill, 1994. Recension .